# Jean-Étienne Landry
Pour les articles homonymes, voir Landry.
Jean-Étienne Landry (1815 - 1884) était un médecin, chirurgien et professeur. Il fut médecin dans l'armée britannique et est l'un des fondateurs de la faculté de médecine de l'Université Laval.

## Historique
Jean-Étienne Landry, fils de Sébastien Landry et d'Émerence Painchaud, naît le 25 décembre 1815 à Carleton (Québec). Il fut médecin de garnison en 1839 et 1840 au Fort Ingall de Témiscouata. Le 31 août 1841, il épouse Caroline-Eulalie Lelièvre, fille du notaire Roger Lelièvre de Québec. De cette union naitra 11 enfants, dont seulement trois survivront, dont Auguste Charles Philippe Robert Landry.
Le 10 décembre 1853, il est nommé professeur de l'Université Laval où il a l'importante mission de participer à la fondation de la faculté de médecine. Le 18 décembre, il part pour l'Europe en compagnie d'Octave Crémazie afin d'y étudier les méthodes d'enseignement et rapporter des meilleures universités des modèles anatomiques et des livres. Il visita les universités d'Oxford, de Liège, de Louvain, de Gand et de Bruxelles ainsi que l'University College et le King's College.
Jean-Étienne Landry décède à Québec le 17 juin 1884.
Le fonds d'archives de la Famille Landry est conservé au centre d'archives de Montréal de Bibliothèque et Archives nationales du Québec.